# Хеллбой: Проклятие Горбуна
«Хеллбо́й: Проклятие Горбуна» (англ. Hellboy: The Crooked Man) — американский супергеройский фильм режиссёра Брайана Тейлора по мотивам комиксов издательства Dark Horse Comics. Авторами сценария выступили сам Брайан Тэйлор, автор оригинального комикса Майк Миньола и писатель в жанре ужасов Кристофер Голден; в основе сюжета легла одноимённая арка комикса. Роль Хеллбоя исполнил Джек Кеси. Это вторая перезагрузка серии фильмов «Хеллбой» и четвертый фильм во франшизе. Съемки начались в марте 2023 года в Болгарии и завершились в мае.
Фильм «Хеллбой: Проклятие Горбуна» вышел в прокат в Бельгии 20 июня 2024 года, а его прямой релиз в формате VOD в США компанией Ketchup Entertainment запланирован на 8 октября 2024 года. Фильм получил в целом негативные отзывы критиков и стал кассовым провалом, собрав лишь 1,3 миллиона долларов по всему миру при производственном бюджете в 20 миллионов долларов.

## Сюжет
В 1950-х Хеллбой и новый агент BPRD, застрявшие в сельской местности Аппалачей, обнаруживают маленькую общину, населённую ведьмами, возглавляемую местным старостой, демоном, имеющим тревожную связь с прошлым Хеллбоя: Скрюченным человеком.

## В ролях
- Джек Кеси — Хеллбой[5]
- Мартин Бассиндейл — Джеремайя Уиткинс / Горбун; профессор Тревор Бруттенхольм
- Джефферсон Уайт — Том Феррелл[10]
- Аделин Рудольф — Бобби Джо Сонг[10]
- Джозеф Марсель — преподобный Натаниэль Армстронг Уоттс
- Леа Макнамара — Эффи
- Нэйтан Купер — батрак
- Ханна Маргетсон — Кора Фишер

## Производство
В феврале 2023 года стало известно что после провала предыдущего фильма студия Millennium Media объявила о перезапуске франшизы «Хеллбой» под названием «Горбун». Режиссёром был назначен Брайан Тейлор, который отметил, что хотел бы перезагрузить историю Хеллбоя, сделав её более мрачной и кровавой.
Основные съёмки начались в марте 2023 года в Болгарии и завершились 15 мая. По словам Тэйлора, в фильме будет мало компьютерных эффектов, и Хеллбой и все монстры были созданы вручную.

## Релиз
Фильм «Хеллбой: Проклятие Горбуна» вышел в ограниченном прокате на международных рынках, начав в Бельгии 20 июня 2024 года и в Великобритании 27 сентября. Фильм будет выпущен напрямую в формате VOD в Соединенных Штатах компанией Ketchup Entertainment 8 октября 2024 года.

### Кассовые сборы
По состоянию на 5 октября 2024 года «Хеллбой: Проклятие Горбуна» собрал 1,3 миллиона долларов на международном рынке.

### Отзывы критиков
Фильм получил в целом негативные отзывы критиков. На сайте-агрегаторе рецензий Rotten Tomatoes 31 % из 13 рецензий критиков положительные, средняя оценка составляет 4,4/10. Джоэл Харли из Starburst дал фильму положительную рецензию, заявив, что «то, чего не хватает „Проклятию Горбуна“ в плане напыщенности блокбастера, эта амбициозная экранизация комиксов компенсирует готическим холодком и кровавыми действиями, прямо как в фильме „Зловещие мертвецы“». Джейми Грэм из GamesRadar+ дал фильму 3 звезды из 5, написав: «„Проклятие Горбуна“ лучше всего раскрывается в пикантной первой половине, которая подаёт сумеречную, неглубокую фокусировку и диалект провинциальной местности, такой же острый и колючий, как дикий крыжовник. Но по мере того, как фильм разрастается, он скатывается в пару затянутых постановочных боев. Несколько надоедливых компьютерных эффектов на фоне в основном практических эффектов и странный бесполезный монтаж являются дополнительными препятствиями».